# 加来耕三
加来 耕三（かく こうぞう、本名：川崎 耕一、1958年〈昭和33年〉10月29日 - ）は、日本の歴史作家、作家。血液型O型。（株）加来耕三事務所代表。所属事務所は三桂。静霞 薫（しずか かおる）、逢河 信彦（あいかわ のぶひこ）というペンネームで、それぞれテレビアニメの原作者、マンガ評論家としても活動している。また、ポプラ社などで教育漫画の監修や原作の提供などを行っている。

## 来歴
1958年（昭和33年）10月29日、大阪府大阪市で生まれる。1981年（昭和56年）、奈良大学文学部史学科卒業後、同大学文学部研究員として2年間勤務し、1983年（昭和58年）より執筆活動を始める。テーマは歴史的に正しく評価されていない人物、組織の復権に定める。
古流剣術のタイ捨流免許皆伝。合気道四段。川崎家は東軍流宗家であったが、加来耕三の祖父が第二次世界大戦で戦死したために、一子相伝の奥義のみ伝承されなくなった。それ以外の技法は、祖父の弟子たちからすべて学び、現在初伝、中伝、奥伝にあたる部分のみを伝承している。東軍流17代宗家として『東軍流兵法史』を監修している。
講演活動やテレビ番組、ラジオ番組などの出演も数多くこなし、テレビ番組では「堂々日本史」「タモリのヒストリーX」「アインシュタインの眼」「とことん歴史紀行」「知ってるつもり?!」「午後は○○おもいッきりテレビ」などの監修、時代考証、構成も手掛けた。2009年（平成21年）10月より、地方ラジオ局向けに『加来耕三のSAMURAIヒストリアス』が放送開始。自身のラジオ番組「加来耕三が柳川で大河ドラマをつくってみた 超拡大!放送尺22倍SP」は、2019年度の第57回ギャラクシー賞でラジオ部門優秀賞を受賞した。
鹿児島県では南日本放送と関わる仕事も多く、同社のテレビやラジオの様々な番組に出演している。2018年（平成30年）に放送された明治維新150周年の関連番組では、元旦から12月27日までの月曜から金曜の週5日、テレビとラジオでほぼ同時刻に放送されていたコーナー「幕末維新ニュース」や、同年元旦から12月28日までの月曜から金曜の週5日、ラジオで放送されていた5分枠の番組「薩摩の教え～歴史の力を未来のチカラへ～」において監修を行い、時には自身も出演した。また、南日本放送が榎木孝明を招いてテレビユー山形と共同制作した「薩摩と庄内を結ぶ西郷の教え」や、南日本放送がタカアンドトシや前園真聖らを招いて北海道放送と共同制作した「タカアンドトシ150の新発見」に出演した。2016年（平成28年）からは、薩長同盟が結ばれてから150年を記念し開始された、南日本放送とテレビ山口との共同制作番組で、第1弾からは松村邦洋も、第2弾からはキンボシの西田淳裕も毎回出演している「おもしろ○○○○」シリーズにも出演。
また、南日本放送も協力する歴史イベントでは、維新ふるさと館において、2013年（平成25年）からほぼ毎年開催され、桂竹丸による歴史関連の新作落語やトークショーが行われる「新春寄席」において、2018年（平成30年）の第6回から毎回、講演や維新ふるさと館元特別顧問の福田賢治も交えた3人でのトークショーを行っているほか、鹿児島県のイベントや鹿児島銀行のイベントなどにも出演している。
MBCニューズナウ内で放送された「幕末維新ニュース」は、夕方のニュース番組で放送されたコーナーとしては異例である視聴率18％を記録しており、2018年（平成30年）6月22日には南日本放送より「放送功労賞」が加来に授与された。
観光大使としては、2018年（平成30年）2月20日に、東京都港区のPR役を担う「港区観光大使」に、2019年（令和元年）5月17日には、鹿児島県のPR役を担う「薩摩大使」に、2019年（令和元年）9月2日には、福岡県柳川市のPR役を担う「柳川市観光大使」に就任しており、他にも福井県の「ふくいブランド大使」にも就任している。
このほか、『歴史研究』編集委員、内外情勢調査会、地方行財政調査会、外交知識普及会、政経懇話会、中小企業大学校などの講師を務めた。

## 著書
- 『真説 上野彰義隊 慶応四年の知られざる日々』（NGS）1984 のち中公文庫
- 『大久保利通と官僚機構』講談社 1987
- 『武田信玄と無敵軍団 必勝不敗のメカニズム』（講談社）1987
- 『山本勘助・必勝の兵法 ビジネスに活かす77のノウハウ』（PHP研究所）1988
- 『天の子天草四郎』叢文社 1988
- 『京阪線歴史散歩』鷹書房(史跡をたずねて各駅停車) 1988
- 『織田信長 果断と独創 戦国武将の経営戦略』（立風書房）1988
- 『住友が生かした信玄の家訓』二見書房 1988
- 『三和銀行が活かした秀吉の着想力』二見書房 1988
- 『勝海舟と坂本龍馬』講談社 1989 のちPHP文庫、学研M文庫
- 『千利休・その生と死 「茶聖」と呼ばれた男の心の軌跡』（PHP研究所）1989
- 『あえて写道にいきる 角田蒼児と50人の物語』NGS 1989
- 『日本人は何を失したのか 西郷隆盛が遺したこと』（講談社）1990
- 『西郷隆盛 幕末・明治の風雲』世界文化社 1990
- 『魅力あるリーダーとは 歴史の中の肖像』日本経済新聞社 1990
- 『戦国おもしろ意外史 織田信長99の謎』二見書房 (二見wai wai文庫)1990
- 『ドイツを読めば日本がみえる』二見書房 1991
- 『歴史組織学 「小さな力」を「大きな力」に変える！』（かんき出版）1991
- 『突破できない難問はない 歴史に見る人生ちょっといい話』（PHP研究所）1991
- 『三国志おもしろ意外史 諸葛孔明99の謎』二見書房(二見wai wai文庫)1991 『<三国志の謎>徹底検証 諸葛孔明の真実』講談社文庫
- 『<日本史>謎の英雄伝説 雄壮な出陣・遠征から流離・密偵の旅まで 紀行譚が明かす』日本文芸社 1991
- 『「組織はみ出し人間」が会社を変える 知恵とヤル気で会社を伸ばす企業内起業家のすすめ』日本文芸社(Rakuda books) 1992
- 『三国志とっておき99の謎 おもしろ意外史』二見書房(二見wai wai文庫) 1992
- 『孔明の野望 異説「柴堆三国志」』二見書房(二見wai wai文庫) 1992
- 『おもしろ日本史・話のネタ本』三笠書房 1992
- 『信長の野望』プレジデント社 1992
- 『企業立国・日本の創業者たち 大転換期のリーダーシップ』（日本実業出版社）1992
- 『日本外交イソップ物語』世界文化社 1992
- 『「大局観」の磨き方・養い方 優れたリーダーはどこが違うのか 混迷の時代の情勢判断・行動指針の要諦とは』PHP研究所 1992
- 『細川家の叡智 組織繁栄の条件』日本経済新聞社 1992
- 『主役・脇役おもしろ列伝 歴史変遷の人間模様!』1992 大陸文庫
- 『戦国武将「50通の手紙」 部下を奮い立たせた』1993 双葉文庫
- 『歴史の舞台おもて裏 だれも書かない"日本史裏ばなし"』ベストセラーズ(ワニ文庫) 1993
- 『人物諸葛孔明』潮出版社 1993
- 『武将大名たちのリストラ戦略』実業之日本社 1993
- 『坂本竜馬の魅力学』1993 講談社+α文庫
- 『三国志裏読み人間学 人をいかに操り、どう活かすか 三国志にみる「兵法三十六計」「孫子」「韓非子」の人心収攬術を全公開』実業之日本社(Just books)1993
- 『日本史ものしり英雄伝』1993 広済堂文庫
- 『上杉鷹山・危機突破の行動哲学』二見書房 1993
- 『90分でわかる日本史の読み方』（かんき出版）1993
- 『清貧の譜 忘れられたニッポン人 楽聖滝廉太郎と父の時代』広済堂出版 1993
- 『家康の天下取り 関ケ原・勝敗の研究』日本経済新聞社 1993 のち中公文庫
- 『日本格闘技おもしろ史話』毎日新聞社 (ミューブックス) 1993
- 『生存の法則 細川一族の闘い』毎日新聞社 1994
- 『「殿」に関するおもしろ88話 検証・日本のお殿さま/その知られざる素顔』ベストセラーズ(ワニ文庫) 1994
- 『時代に挑んだ男たち 歴史群像 逆境に勝機を見出す「大局観」とは』PHP研究所 1994
- 『三国志おもしろ前史 項羽と劉邦etc.99の謎』二見書房 1994 (二見wai wai文庫)
- 『影武者竜馬』1994 講談社ノベルス
- 『家訓・遺訓の叡智』広済堂出版 1994
- 『平家物語おもしろ意外史 源氏と平家99の謎』二見書房(二見wai wai文庫) 1994
- 『連合艦隊99の謎 大日本帝国海軍おもしろ意外史』二見書房(二見wai wai文庫) 1995
- 『不敗の宰相 大久保利通』講談社+α文庫 1994
- 『歴史がわかる辞典』（日本実業出版社）1995
- 『謎の剣聖・宮本武蔵 "吉川版"では語られなかったその実像』祥伝社(ノン・ポシェット) 1995
- 『日本史人物「その後のはなし」』1995 (講談社+α文庫)
- 『徳川宗春尾張宰相の深謀』毎日新聞社 1995
- 『秘密の日本史とっておきの77話』三笠書房(知的生きかた文庫) 1996
- 『遺言 歴史人物たちの最期の言葉』PHP研究所 1996 『これでおしまい 歴史に名を残す人物たちの辞世、最期の言葉』グラフ社 2009
- 『人を動かす技法 空海・蓮如・信玄・信長らに学ぶ』二見書房(サラ・ブックス) 1996
- 『寛永の楔 小説・天草四郎の乱』講談社 1996
- 『成功する人の法則 勇気と自信が湧く人生の指南書！』二見書房(二見wai wai文庫) 1996
- 『気の妙術』出版芸術社 1996
- 『補佐役の研究 歴史にみる組織人間学』光人社 1996 「日本補佐役列伝」学陽書房人物文庫
- 『参謀学 戦略はいかにして創られるか』時事通信社 1996
- 『武闘伝』（毎日新聞社）1996 『昭和武闘伝 現代日本武道の掛け橋となった男たち』出版芸術社 2009
- 『豊臣秀吉大事典』（新人物往来社）1996
- 『小説版るろうに剣心 -明治剣客浪漫譚-』（静霞薫名義・集英社 ジャンプ ジェイ ブックス）1996-1997
- 『戦国三英傑に学ぶ人間管理術 信長・秀吉・家康』講談社 1996
- 『徳川慶喜 将軍としての幕末、人間としての明治』監修・著 1997 光文社文庫
- 『最後の大君徳川慶喜とその時代』立風書房 1997
- 『三国志 男の器量の磨きかた』潮出版社 1997
- 『創始者の研究 歴史にみる指導者の条件』光人社 1997 「日本創始者列伝」学陽書房人物文庫
- 『西郷隆盛と薩摩士道』高城書房 1997
- 『幕末・維新通になる本』オーエス出版 1997
- 『中国古典の縦横家に学ぶ「史上最強」の交渉術』実業之日本社 1997
- 『90分でわかる三国志の読み方』（かんき出版）1997
- 『我に策あり 小説・坂本龍馬』（日本経済新聞社）1998
- 『勝海舟行蔵は我にあり』日本実業出版社 1998
- 『非常の才 細川重賢 藩政再建の知略』（講談社）1999
- 『タケダ、シオノギ、タナベ 21世紀のサバイバル戦略』（二見書房）1999
- 『交渉学 相手を読み切る戦術』時事通信社 1999
- 『教科書が教えない 日本史の名場面』扶桑社 1999
- 『武術武道家列伝』島津書房 1999
- 『大石内蔵助 日本の英雄か?その正体は』1999 光文社文庫グラフィティにんげん謎事典)
- 『乱世を勝ち抜く参謀学 秀吉を天下人にした半兵衛と官兵衛』二見書房 1999
- 『諸葛孔明 こころざし、乱を治めるにあり』1999 (光文社文庫 グラフィティにんげん謎事典)
- 『信長の謎 徹底検証』2000 (講談社文庫)
- 『人生を見きわめた最期のことば』2000 (講談社ことばの新書)
- 『関ヶ原 家康と勝ち組の武将たち』立風書房 2000 「関ヶ原大戦」学陽書房人物文庫
- 『信長vs本願寺幻戯軍団 異説戦国記』二見書房 2001
- 『織田信長と明智光秀』2001 学研M文庫
- 『宮本武蔵事典 剣聖・剣豪』東京堂出版 2001
- 『将帥学 信長・秀吉・家康に学ぶ人を使う極意』時事通信社 2001
- 『異端の変革者上杉鷹山』集英社 2001
- 『北条家の叡知 日本最強の一族』扶桑社 2001
- 『英雄、食と健康のすすめ』光人社 2001 『英雄の食卓』（中経の文庫）
- 『孫子に学ぶ 逆転の知略』（講談社）2002
- 『成せば、成る。―知られざる「成功者」たちの再起と逆転のドラマ』（一二三書房）2002
- 『前田利家不倒の武将 かぶき者から偉大な創業者へ』2002 ベスト新書
- 『龍馬の謎<徹底検証>』2002 (講談社文庫)
- 『「宮本武蔵」という剣客 その史実と虚構』日本放送出版協会(NHKブックス) 2003
- 『痛快にっぽん商人道』日本経済新聞社 2003
- 『新撰組の謎<徹底検証>』2003 (講談社文庫)
- 『日本再建者列伝 こうすれば組織は甦る』学陽書房(人物文庫) 2003
- 『【デキる男が活かす】武蔵『五輪書』必勝の法則』二見書房 2003
- 『日本警察の父川路大警視 幕末・明治を駆け抜けた巨人』2004 (講談社+α文庫)
- 『後継道 歴史の30父子にみる承継学』日経BP社(日経ベンチャーVブックス 日本人のDNA 2004
- 『義経の謎<徹底検証>』2004 (講談社文庫)
- 『図解雑学 五輪書』ナツメ社 2003
- 『逆転日本史 仮説で読み解く歴史事件簿』三修社 2004
- 『<郵政の父>前島密と坂本龍馬』二見書房 2004
- 『真説日露戦争』出版芸術社 2005
- 『日本史勝ち組の法則500<徹底検証>』2005 (講談社文庫)
- 『日本経営者列伝 成功への歴史法則』学陽書房(人物文庫) 2005
- 『三国志人を動かす極意』実業之日本社 2005
- 『山内一豊の妻と戦国女性の謎<徹底検証>』2005 (講談社文庫)
- 『今から目指せる歴史小説家 50歳過ぎてもチャンスはある』ポプラ社 2005
- 『読みたくなる日本史 図解雑学Q&A』ナツメ社 2006
- 『「風林火山」武田信玄の謎 徹底検証』2006 (講談社文庫)
- 『勝利への方程式 「風林火山」武田兵法に学ぶ』講談社 2006
- 『後継学 戦国父子に学ぶ』時事通信出版局 2006
- 『名家老とダメ家老 戦国～幕末・維新三〇〇諸侯の家老列伝』講談社 2006
- 『戦国武将の生命懸け損益計算書 人生の岐路に彼らはどう対処したか』土屋書店 知の雑学新書 2007
- 『新参謀学 戦略はいかにして創られるか』時事通信出版局 2007
- 『天璋院篤姫と大奥の女たちの謎 徹底検証』2007 (講談社文庫)
- 『名君の条件 熊本藩六代藩主細川重賢の藩政改革』グラフ社）2008
- 『戦後合気道群雄伝 "世界の合気道"を創った男たち』出版芸術社 2008
- 『直江兼続と関ヶ原の戦いの謎〈徹底検証〉』(講談社文庫) 2008
- 『うわさの日本史』NHK出版生活人新書 2008
- 『直江兼続』ポプラポケット文庫、2008
- 『諸葛孔明は二人いた 隠されていた三国志の真実』2009 講談社+α新書
- 『坂本龍馬 本当は何を考え、どう生きたか？』（実業之日本社）じっぴコンパクト新書 2009
- 『上杉謙信』ポプラポケット文庫 2009
- 『関ケ原30人の武将烈伝 戦国クライマックス!』講談社 2009
- 『三国志勝つ条件敗れる理由』実業之日本社 じっぴコンパクト 2009
- 『いまさら入門坂本龍馬』2009 (講談社+α文庫)
- 『評伝江川太郎左衛門 幕末・海防に奔走した韮山代官の軌跡』時事通信出版局 2009
- 『極意 留魂の技に日本人の源を探る』サンガ 2009
- 『三国志諸葛孔明99の謎 壮大な歴史ドラマの謎 知略ひとつで人と天下を動かした軍師の秘策』二見書房 2009
- 『幕末・明治の英傑たち 坂本龍馬と龍馬を巡る人々 謀略の裏にあった、貴ぶべき先駆者たちの気質』土屋書店 2009
- 『直江兼続と関ヶ原の義将たち 家康が最も恐れた男』グラフ社 2009
- 『坂本龍馬事典 虚構と真実』東京堂出版 2009
- 『ifの日本史 「もしも」で見えてくる、歴史の可能性』ポプラ社 2010
- 『名創業者に学ぶ人間学 十大財閥篇』ポプラ社 2010
- 『明治大学を創った三人の男』時事通信出版局 2010 岸本辰雄、宮城浩蔵、矢代操
- 『海援隊異聞 海防から商社へ 幕末、海防からはじまった日本の総合商社誕生の軌道』時事通信出版局 2010
- 『平安のゴッドファーザー平清盛』2011 経済界新書
- 『戦国美女は幸せだったか』ちくま文庫 2011
- 『織田信長・明智光秀事典 異なるリーダーの生き方に学ぶ』東京堂出版 2011
- 『歴史を動かした会議』朝日新書 2011
- 『消えた戦国武将 帰雲城と内ケ嶋氏理』2011 メディアファクトリー新書
- 『徳川三代記』ポプラ社 2011
- 『加来耕三の感動する日本史 涙が止まらない29の話! 学校では教えない心を打つ実話の数々』ナツメ社 2011
- 『歴史を動かした男の逝きざま 晩節かくあるべし!』じっぴコンパクト新書 2012
- 『世界史のなかの平清盛』勉誠出版 2012
- 『戦国軍師列伝』学陽書房(人物文庫 2012
- 『勝海舟『氷川清話』の知恵 大事は小事の積み重ねで成る』PHP研究所 2012
- 『誰が、なぜ?加来耕三のまさかの日本史』さくら舎 2012
- 『日本を再興した起業家物語 知られざる創業者精神の源流』日本経済新聞出版社 2012
- 『裏も表もわかる日本史 意外な真相?驚きの事実! 戦国編』じっぴコンパクト新書 2013
- 『八重の虹 新島八重と羽ばたく幕末明治の女性たち』育鵬社 2013
- 『黒田官兵衛軍師の極意』小学館新書 2013
- 『黒田官兵衛不敗の計略』学陽書房人物文庫、2013
- 『日本史「常識」はウソだらけ』祥伝社黄金文庫 2013
- 『英傑60人に学ぶ先見力 ビジネスに歴史を活かす』時事通信出版局 2013
- 『名家老たちの危機の戦略戦術 戦い・内紛・財政破綻の秘策』さくら舎 2014
- 『家康はなぜ、秀忠を後継者にしたのか 一族を繁栄に導く事業承継の叡智』ぎょうせい 2014
- 『卑弥呼のサラダ水戸黄門のラーメン 「食」から読みとく日本史』ポプラ新書 2015
- 『性愛と結婚の日本史』祥伝社黄金文庫 2015
- 『財閥を築いた男たち』ポプラ新書 2015
- 『加来耕三の戦国武将ここ一番の決断 歴史に学ぶ、ビジネス社会の教訓集』滋慶出版/つちや書店, 2015.1
- 『歴史に学ぶ自己再生の理論』論創社, 2016
- 『図説「生きる力」は日本史に学べ 一人の男に注目してこそ、人生はおもしろい』青春文庫 青春出版社, 2016
- 『三国志最強の男曹操の人望力』すばる舎, 2016
- 『刀の日本史』講談社現代新書 2016
- 『真田と「忍者(しのび)」』講談社+α文庫 2016
- 『謀略!大坂城 なぜ、難攻不落の巨城が敗れたのか』さくら舎, 2017
- 『龍馬は生きていた』潮文庫 潮出版社, 2017
- 『『南洲翁遺訓』に訊く-西郷隆盛のことば』河出書房新社, 2017
- 『西郷隆盛100の言葉』潮新書 潮出版社, 2017
- 『幕末維新まさかの深層 明治維新一五〇年は日本を救ったのか』さくら舎, 2017
- 『失敗と成功の日本史 人生の成功に必要な60の史実』滋慶出版/つちや書店, 2017
- 『日本史は「嫉妬」でほぼ説明がつく』方丈社, 2017
- 『坂本龍馬の正体』講談社+α文庫 2017
- 『1868 明治が始まった年への旅』時事通信出版局, 2018
- 『利休と戦国武将 十五人の「利休七哲」』淡交社, 2018
- 『日本史に学ぶ一流の気くばり』クロスメディア・パブリッシング, 2019
- 『明治維新の理念をカタチにした前島密の構想力』つちや書店, 2019
- 『立花宗茂-戦国「最強」の武将』中央公論新社, 2021

### 編著
- 『専門学校こそニュータレント教育 21世紀へのチャレンジーはばたく専門学校卒業生たち』編著 日本販売企画 1986
- 『春日局に学ぶ子育て革命のすすめ』樹林ゆう子共著 世界文化社 1989
- 『「ニッポン人」の法則500 日本史に学ぶちょっといい生き方のコツ』編 実業之日本社 1994
- 『徳川将軍家おもしろ意外史 家康・家光・吉宗etc.99の謎』河合敦共著 二見書房(二見wai wai文庫)1995
- 『「孫子の兵法」の使い方』守屋洋共著 三笠書房 1996
- 『東京江戸謎とき散歩 首都の歴史ミステリーを訪ねて』志治美世子、黒田敏穂共著 廣済堂出版 1998
- 『日本史人物「女たちの物語」』馬場千枝共著 1998 講談社+α文庫
- 『宮本武蔵大事典』編 新人物往来社 2003
- 『織田信長全仕事』編,岸祐二著 扶桑社 2004
- 『恋する幕末!』編著,嶋健一郎著 メディアファクトリー 2009 (ナレッジエンタ読本)
- 『それは誤解だ戦国武将!』編著,嶋健一郎著 メディアファクトリー 2009 (ナレッジエンタ読本)
- 『時代小説「熱烈」読書ガイド 必読おもしろ作品100』編著 講談社 2011
- 『戦国武将に学ぶ!サバイバル術 ビジネス苦境時代を生き抜け!』編著 大和出版 2011
- 『戦国武将に学ぶ!リバイバル術 ビジネス逆境時代に復活せよ!』編著 大和出版 2011
- 『日本武術・武道大事典』編 勉誠出版 2015

### 現代語訳
- 大道寺友山『武道初心集』1989 教育社新書 原本現代訳
- 吉田雄翟『武功夜話 前野家文書 現代語訳』編 新人物往来社 1991-1992
- 『現代語訳名将言行録 軍師編』編訳 新人物往来社 1993
- 『現代語訳名将言行録 智将編』編訳 新人物往来社 1993
- 羅貫中『中国怪異譚平妖伝』小学館 1996 (地球人ライブラリー)

## 出演

### テレビ
- 英雄たちの選択（NHK BSプレミアム）
- 先人たちの底力 知恵泉（NHKEテレ）

#### 過去に出演したテレビ
- 情報プレゼンター とくダネ!（フジテレビ[注釈 2]）
- その時歴史が動いた（NHK総合テレビ）
- 所さん&おすぎの偉大なるトホホ人物伝（テレビ東京）
- THEナンバー2 〜歴史を動かした陰の主役たち〜（ BSTBS）
- 歴史ロマン（BSテレビ東京）
- 円楽の大江戸なんでも番付（BS朝日）
- THE 歴史列伝〜そして傑作が生まれた〜（BS-TBS）
- ビーバップ!ハイヒール（朝日放送テレビ）
- ライバルたちの光芒（BSTBS）
- BS歴史館（NHK BSプレミアム）
- 世紀のワイドショー!ザ・今夜はヒストリー（TBSテレビ）
- 超歴史ミステリーロマン（テレビ東京）
- 偉人・素顔の履歴書（BS11）
- 教えてもらう前と後（TBS）
- 関口宏の一番新しい中世史（BSTBS）

### ラジオ
- 加来耕三の「歴史あれこれ」（MBCラジオ、FBCラジオ、ABSラジオ、RKCラジオ[注釈 3]）
- 加来耕三のSAMURAIヒストリアス（RNCラジオ）

#### 過去に出演したラジオ
- 日本全国8時です（TBSラジオ[注釈 4]）
- すっぴん!（NHKラジオ第1放送）
- 高嶋ひでたけのお早よう!中年探偵団（ニッポン放送）
- 加来耕三が柳川で大河ドラマをつくってみた（RKBラジオ）
- 櫻井浩二 インサイト（RKBラジオ[注釈 5]）